# Heringsbeerdigung

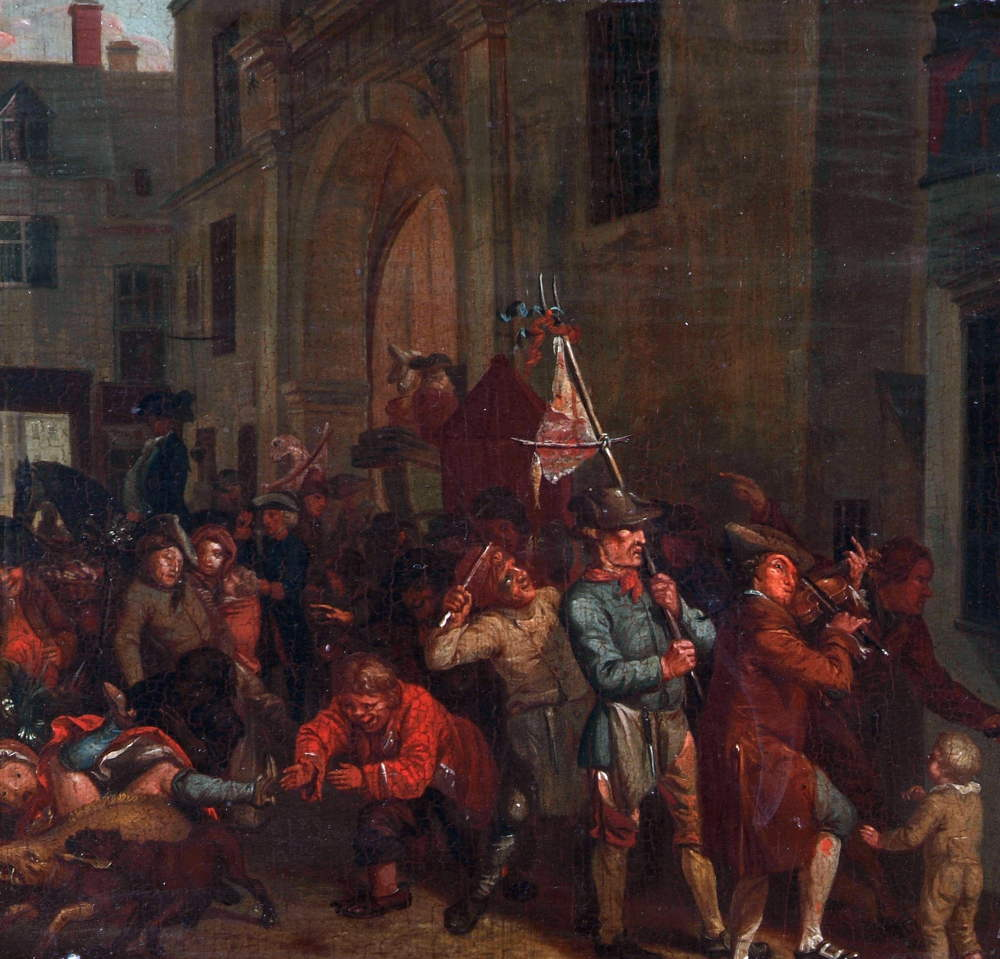
Nathaniel Grogan: Whipping the Herring out of Town, um 1800

Die Heringsbeerdigung ist ein in den südlichen Grafschaften Irlands und in der Stadt Cork beheimateter Osterbrauch.
Während der 40-tägigen Fastenzeit, verbunden mit dem Verzicht auf Fleisch, Wurst, Käse und Milch waren (gesalzene) Heringe in weiten Teilen des streng katholischen Irlands das Hauptnahrungsmittel der Bevölkerung. Am Ende der Fastenzeit waren die Menschen der Heringe überdrüssig.
In einigen Regionen wird am Karsamstag, andernorts, wie in Carrickmacross, am Ostersonntag nach Beendigung der Ostermesse, als Zeichen des Endes der entbehrungsreichen Fastenzeit ein Hering an einer Holzstange oder an einem Seil befestigt und unter Lärmen und wüsten Beschimpfungen der Bevölkerung in der Prozession Whipping the herring durch die Ortschaften gezogen bzw. getragen.
Überliefert ist aus der Ortschaft Dundalk, dass hinter dem an einer Stange befestigten Hering diejenigen Menschen zogen, die infolge der Fastenzeit wirtschaftliche Einbußen erlitten, wie Metzger, Schlachthof- und Transportarbeiter. Sie schlugen mit Ruten auf den Hering ein. Vor den Toren der Stadt wurde die Reste des Herings im Castletown River versenkt.
Auf dem Rückweg der Prozession wird gesungen und um ein mit zahlreichen bunten Bändern verziertes Osterlamm, in einigen Ortschaften um eine Lammkeule getanzt. Der Ursprung des Osterbrauches soll auf irische Fleischhauer zurückgehen, die mit der Beerdigung der Heringe das Ende der für sie wirtschaftlich unrentablen Fastenzeit feierten.
In Drogheda wurde ein Hering an ein langes Seil gebunden. Ein Metzgerjunge rannte mit dem Seil durch die Ortschaft und andere Burschen schlugen mit Peitschen auf den Hering ein, bis nichts von ihm übrig war.
Das Ende der bizarren Oster-Prozessionen bildet jeweils die „Beerdigung des Herings“. Der Hering wird in Stücke gerissen, in einen See, ein Gewässer versenkt oder in küstennahen Gebieten wieder zurück ins Meer geworfen.
Der alte irische Osterbrauch wurde um 1800 von dem irischen Maler Nathaniel Grogan d. Ä. in dem Ölgemälde Whipping the Hering out of Town – A Scene of Cork dokumentiert, das heute in der Crawford Art Gallery in Cork ausgestellt ist.